# Toya (Mali)
Toya è un comune urbano del Mali facente parte del circondario di Yélimané, nella regione di Kayes.
Il comune è composto da 4 nuclei abitati:
- Benna
- Bidadji
- Kémala
- Yaguiné